# Mühlbach (Ammersee)
Der Uttinger Mühlbach ist ein etwa 6,3 km langer Bach auf dem Gemeindegebiet von Utting am Ammersee im Landkreis Landsberg am Lech in Bayern, der nach etwa nordöstlichem Lauf im Dorf Utting an dessen Westseite dem Ammersee zumündet.

## Verlauf
Der Bach entsteht in der Südwestecke der Gemeindegemarkung von Utting an den Kohlwiesen, einer Ansammlung von Wieseninseln im Hangwald nördlich des Dießener Gutes Hübschenried. Er fließt zunächst nach Norden, vereinigt sich auf etwa 600 m ü. NN noch im Wald mit dem linken Vögelesriedbach. Danach passiert er in seiner Gehölzgalerie in inzwischen offener Flur den Reichhof am linken Hang und wendet sich dann auf von der Kreisstraße LL 23 am linken Hang  begleiteten Ostnordostlauf.
Von der Keltenschanz im Norden her läuft ihm dann auf wenig über 570 m ü. NN der Lüßgraben zu, unter den ersten Häusern Uttings an der Kreisstraße dann aus dem Südsüdosten der Hartbach auf etwa 565 m ü. NN. Wenig danach unterquert er am Eintritt in die Siedlungsgrenze Uttings die St 2055. Ab der Mitte Uttings zieht er ostwärts, unterquert darin die Ammerseebahn und mündet schließlich auf 533 m ü. NN aus dem Westen durch seinen etwa 100–200 Meter in diesen vorspringenden, breiten Schwemmfächer in den Ammersee.